# 3. Liga (Handball)
Die 3. Liga ist die dritthöchste Spielklasse im deutschen Handball. In Staffeln kämpfen die regional zugewiesenen Mannschaften um den Aufstieg in die 2. Bundesliga.

## Geschichte
Die 3. Liga wurde im Zuge einer Ligenstrukturreform des Deutschen Handballbundes (DHB) zur Saison 2010/11 eingeführt und wird vom DHB geleitet. Sie ersetzte die bis dahin bestehenden fünf Regionalligen.

## Modus
64 Mannschaften sind nach regionalen Standpunkten auf vier Staffeln aufgeteilt. Nach einer Hin- und Rückrunde sind die Staffelersten und -zweiten für die Aufstiegsrunde startberechtigt, in der zwei Aufsteiger in die 2. Bundesliga ermittelt werden. 17 Mannschaften steigen je nach Landesverband unterschiedlich in die Regionalliga (RL) bzw. Oberliga (OL) ab. Die Mannschaften in den Staffeln mit der Endplatzierung 12 und darunter sind Regelabsteiger. Die Tabellenelften aus den fünf Staffeln spielen in einer Hin- und Rückrunde um den Klassenverbleib.

### Meister der 3. Liga
| Saison  | Anzahl Staffeln | Staffeln und Meister                                                                        | Staffeln und Meister                                                                        | Staffeln und Meister                                                                        | Staffeln und Meister                                                                        | Staffeln und Meister | Staffeln und Meister  | Staffeln und Meister |
| Saison  | Anzahl Staffeln | Nord                                                                                        | Ost                                                                                         | Süd                                                                                         | West                                                                                        |                      |                       |                      |
| ------- | --------------- | ------------------------------------------------------------------------------------------- | ------------------------------------------------------------------------------------------- | ------------------------------------------------------------------------------------------- | ------------------------------------------------------------------------------------------- | -------------------- | --------------------- | -------------------- |
| 2010/11 | 4               | HSG Tarp-Wanderup                                                                           | SC DHfK Leipzig                                                                             | SG Leutershausen                                                                            | TuS Ferndorf                                                                                |                      |                       |                      |
| 2011/12 | 4               | SV Henstedt-Ulzburg                                                                         | EHV Aue                                                                                     | SG Leutershausen                                                                            | TuS Ferndorf                                                                                |                      |                       |                      |
| 2012/13 | 4               | HSG Tarp-Wanderup                                                                           | DJK Rimpar Wölfe                                                                            | TSV Friedberg                                                                               | TSV Bayer Dormagen                                                                          |                      |                       |                      |
| 2013/14 | 4               | SV Henstedt-Ulzburg                                                                         | GSV Eintracht Baunatal                                                                      | HSC 2000 Coburg                                                                             | TSV Bayer Dormagen                                                                          |                      |                       |                      |
| 2014/15 | 4               | Wilhelmshavener HV                                                                          | SC Magdeburg II                                                                             | SG Leutershausen                                                                            | TuS Ferndorf                                                                                |                      |                       |                      |
| 2015/16 | 4               | Dessau-Roßlauer HV                                                                          | TV Hüttenberg                                                                               | HSG Konstanz                                                                                | Leichlinger TV                                                                              |                      |                       |                      |
| 2016/17 | 4               | TSV Altenholz                                                                               | HC Elbflorenz                                                                               | SG Nußloch                                                                                  | Neusser HV                                                                                  |                      |                       |                      |
| 2017/18 | 4               | Handball Sport Verein Hamburg                                                               | TV Großwallstadt                                                                            | TuS Ferndorf                                                                                | SV Salamander Kornwestheim                                                                  |                      |                       |                      |
| 2018/19 | 4               | HC Empor Rostock                                                                            | ThSV Eisenach                                                                               | HSG Konstanz                                                                                | HSG Krefeld                                                                                 |                      |                       |                      |
|         |                 | Nord-West                                                                                   | Nord-Ost                                                                                    | Süd                                                                                         | Mitte                                                                                       |                      |                       |                      |
| 2019/20 | 4               | Wilhelmshavener HV                                                                          | Dessau-Roßlauer HV                                                                          | TuS Fürstenfeldbruck                                                                        | TV Großwallstadt                                                                            |                      |                       |                      |
| 2020/21 | 4               | keine Meister ermittelt (Saisonabbruch nach dem 6./7. Spieltag wegen der COVID-19-Pandemie) | keine Meister ermittelt (Saisonabbruch nach dem 6./7. Spieltag wegen der COVID-19-Pandemie) | keine Meister ermittelt (Saisonabbruch nach dem 6./7. Spieltag wegen der COVID-19-Pandemie) | keine Meister ermittelt (Saisonabbruch nach dem 6./7. Spieltag wegen der COVID-19-Pandemie) |                      |                       |                      |
|         |                 | A                                                                                           | B                                                                                           | C                                                                                           | D                                                                                           | E                    | F                     | G                    |
| 2021/22 | 7               | 1. VfL Potsdam                                                                              | Wilhelmshavener HV                                                                          | TuS Vinnhorst                                                                               | HSG Krefeld Niederrhein                                                                     | HC Erlangen II       | Rhein-Neckar Löwen II | HSG Konstanz         |
|         |                 | Nord                                                                                        | Ost                                                                                         | Süd                                                                                         | West                                                                                        | Süd-West             |                       |                      |
| 2022/23 | 5               | TuS Vinnhorst                                                                               | EHV Aue                                                                                     | HC Oppenweiler/Backnang                                                                     | TV Emsdetten                                                                                | HSG Hanau            |                       |                      |
|         |                 | Nord-West                                                                                   | Nord-Ost                                                                                    | Süd                                                                                         | Süd-West                                                                                    |                      |                       |                      |
| 2023/24 | 4               | Eintracht Hildesheim                                                                        | MTV Braunschweig                                                                            | HSG Konstanz                                                                                | TuS Ferndorf                                                                                |                      |                       |                      |

### Aufsteiger aus der 3. Liga in die 2. Bundesliga
| Saison  | mögliche Anzahl | Aufsteiger                                                                           | Anmerkung |
| ------- | --------------- | ------------------------------------------------------------------------------------ | --- |
| 2010/11 | 2               | SC DHfK Leipzig                                                                      | HSG Tarp-Wanderup und SG Leutershausen scheiterten in der Relegation, TuS Ferndorf beantragte keine Lizenz |
| 2011/12 | 4               | SV Henstedt-Ulzburg, EHV Aue, TuS Ferndorf und SG Leutershausen                      | alle Meister direkt aufstiegsberechtigt |
| 2012/13 | 4               | HSG Tarp-Wanderup, TSV Altenholz, DJK Rimpar Wölfe                                   | alle Meister direkt aufstiegsberechtigt; TSV Altenholz stieg als Zweiter auf, weil die Meister TSV Bayer Dormagen und TSV Friedberg verzichteten |
| 2013/14 | 4               | SV Henstedt-Ulzburg, GSV Eintracht Baunatal, TSV Bayer Dormagen und HSC 2000 Coburg  | alle Meister direkt aufstiegsberechtigt |
| 2014/15 | 4               | Wilhelmshavener HV, HF Springe, TuS Ferndorf und VfL Eintracht Hagen                 | alle Meister direkt aufstiegsberechtigt; Meister SG Leutershausen beantragte keine Lizenz; Meister SC Magdeburg II nicht aufstiegsberechtigt; HC Elbflorenz scheiterte in der Relegation an Springe und Hagen                                               |
| 2015/16 | 4               | Dessau-Roßlauer HV, TV Hüttenberg, Leichlinger TV und HSG Konstanz                   | alle Meister direkt aufstiegsberechtigt |
| 2016/17 | 4               | Neusser HV, HC Elbflorenz, Eintracht Hildesheim und VfL Eintracht Hagen              | alle Meister direkt aufstiegsberechtigt; die Meister TSV Altenholz und SG Nußloch verzichteten auf den Aufstieg; Hildesheim und Hagen stiegen als Zweiter auf                                                                                               |
| 2017/18 | 4               | Handball Sport Verein Hamburg, TV Großwallstadt, TuS Ferndorf und TSV Bayer Dormagen | alle Meister direkt aufstiegsberechtigt |
| 2018/19 | 3               | ThSV Eisenach, HSG Krefeld und HSG Konstanz                                          | die vier Meister ermittelten in Relegationsspielen drei Aufsteiger; HC Empor Rostock scheiterte in der Relegation |
| 2019/20 | 3 (4)           | Wilhelmshavener HV, Dessau-Roßlauer HV, TV Großwallstadt und TuS Fürstenfeldbruck    | Alle Meister waren direkt aufstiegsberechtigt. Ursprünglich sollten aus den vier Meistern zwei Aufsteiger und ein Relegationsteilnehmer ermittelt werden, der Modus wurde wegen der COVID-19-Pandemie geändert.                                             |
| 2020/21 | 2               | VfL Eintracht Hagen und HC Empor Rostock                                             | Die beiden Aufsteiger wurden in zwei Aufstiegsrunden der interessierten Vereine ermittelt. Ursprünglich sollten aus den vier Meistern zwei Aufsteiger und ein Relegationsteilnehmer ermittelt werden, der Modus wurde wegen der COVID-19-Pandemie geändert. |
| 2021/22 | 2               | HSG Konstanz und 1. VfL Potsdam                                                      | Alle Erst- und Zweitplatzierten qualifizierten sich für ein Aufstiegsturnier, die Gewinner der beiden Finalspiele waren aufstiegsberechtigt. |
| 2022/23 | 2               | TuS Vinnhorst und EHV Aue                                                            | Alle Erst- und Zweitplatzierten der fünf Staffeln waren für ein Aufstiegsturnier qualifiziert, letztlich nahmen neun Mannschaften daran teil. Die beiden besten Teams waren aufstiegsberechtigt.                                                            |
| 2023/24 | 2               | HSG Konstanz und TuS Ferndorf                                                        | Die beiden Aufsteiger wurden in zwei Aufstiegsrunden der interessierten Vereine (jeweils zwei Teilnehmer aus jeder Staffel) ermittelt. |

## Trivia
Am 26. Dezember 2017 wurde beim Spiel des HSV Hamburg gegen den VfL Fredenbeck in der Barclays Arena mit 9964 Besuchern ein Zuschauerrekord für ein deutsches Handball-Drittligaspiel erreicht. Nach Vereinsangaben handelt es sich sogar um einen weltweiten Zuschauerrekord für ein Handballspiel in einer dritten Liga.